# 裂突峭腹蛛
裂突峭腹蛛（学名：Tmarus rimosus）为蟹蛛科峭腹蛛属的动物。分布于朝鲜、日本以及中国大陆的吉林、辽宁、内蒙古、河北、山西等地。该物种的模式产地在朝鲜。